# Calvos (Bande)
Calvos (llamada oficialmente Santiago de Calvos) es una parroquia española del municipio de Bande, en la provincia de Orense, Galicia.

## Geografía
Limita con Verea al norte y este, con Sarreaus al sur, y con Corbelle al oeste. Está a 40 kilómetros de Orense (capital), y 30 de la frontera con Portugal.

## Organización territorial
La parroquia está formada por cuatro entidades de población:
- A Igrexa
- Aldea de Arriba
- Ribas
- Vilameá

## Demografía
| Gráfica de evolución demográfica de Calvos entre 2000 y 2021 |
|                                                              |
| Datos según el nomenclátor publicado por el INE.             |